# Jan Ferdynand Lisicki
Jan Ferdynand Lisicki (Lisiecki) herbu Prus (zm. przed 10 listopada 1705 roku) – miecznik podlaski od 1664 roku.
Był elektorem Michała Korybuta Wiśniowieckiego z ziemi drohickiej w 1669 roku. W 1674 roku był elektorem Jana III Sobieskiego z województwa podlaskiego.